# Emigración francesa (1789-1815)

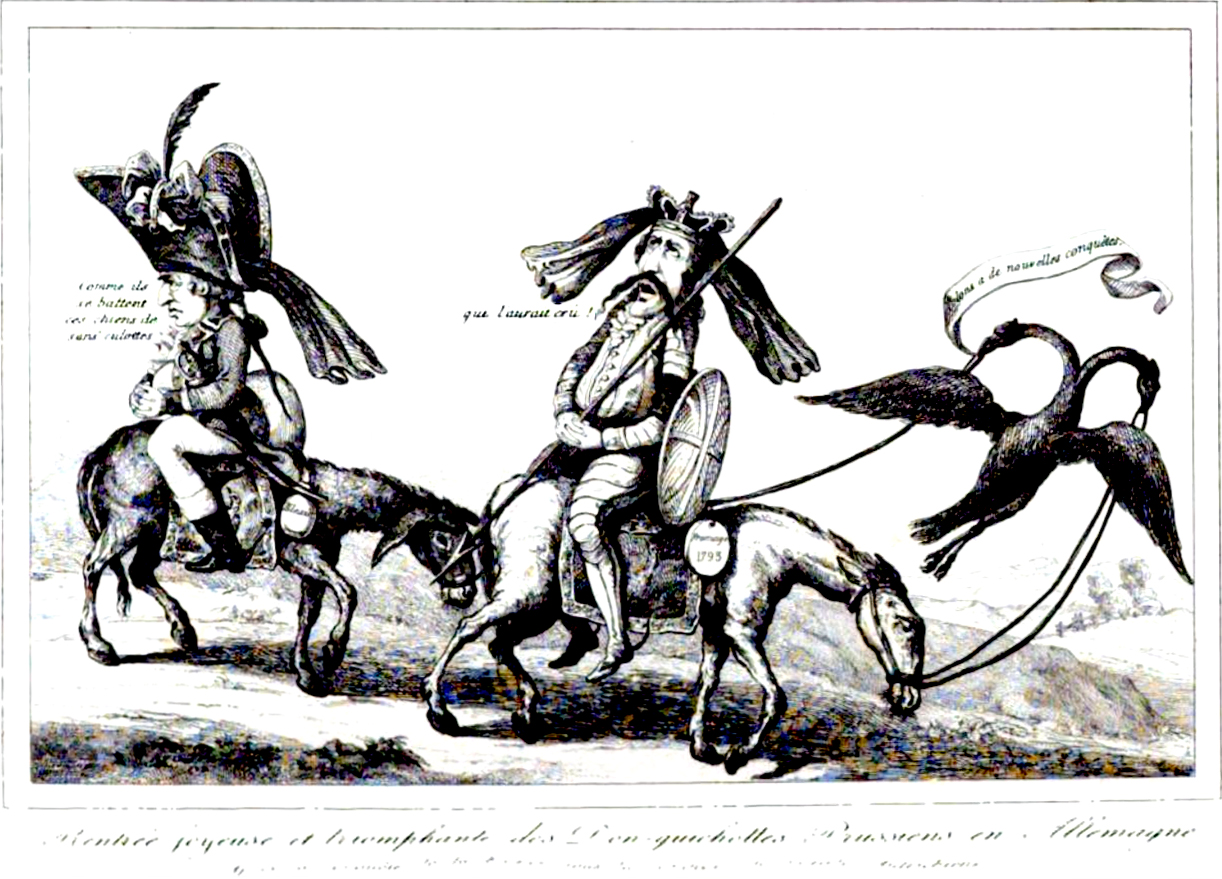
Caricatura burlándose del rey de Prusia y de los emigrantes

La Emigración hace referencia a la partida de al menos 140 000 personas  fuera del territorio francés entre 1789 y 1800 a raíz de los problemas revolucionarios que comenzaron el 14 de julio con la toma de la Bastilla. Estos emigrantes, favorables a la monarquía y al poder absoluto, temieron su caída. La mayoría era de origen noble, ricos burgueses o prelados. Algunos emigraron para combatir la Revolución desde el exterior y otros simplemente para salvarse.

## La Revolución (1789-1799)

### Adversarios a la Revolución francesa
El 17 de julio de 1789, el conde de Artois, el futuro Carlos X de Francia, acompañado de Jules de Polignac y algunos grandes señores de la corte, fueron los primeros en emigrar al extranjero. Se reunieron en Turín, en la corte del rey de Cerdeña, suegro del conde de Provenza, del conde de Artois y de su hermana Clotilde de Francia y después se trasladaron al Electorado de Tréveris, donde reinaba su tío materno Clemente de Sajonia. El marqués de Bouillé, Charles Alexandre de Calonne, el príncipe de Bourbon-Condé y la mayoría de los cortesanos no tardaron en seguirlos.
Por su parte, el conde de Provenza, futuro Luis XVIII, no se marchó de Francia hasta la tarde del 20 de junio de 1791. Fue en la misma noche de la tentativa de fuga de Luis XVI, pero siguiendo otro itinerario: el de los Países Bajos Austríacos.

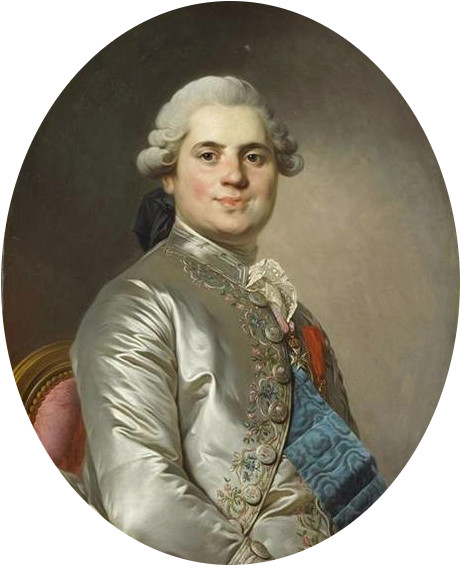
El conde de Provenza, ya convertido en Luis XVIII, rey de Francia en el exilio

Bouillé incitó a los partidarios a la corona a que se trasladasen al extranjero. Estableció despachos en París y en las principales ciudades de Francia para acelerar la Emigración. También se produjo el exilio de oficiales de la armada y de la marina así como de prelados que rechazaban la Constitución civil del clero, votada el 12 de julio de 1790 (y denunciada por el Papa).
La fuga de Varennes y arresto de Luis XVI el 21 de junio de 1791 provocó una nueva ola de partidas. Se constató que alrededor de 30 000 personas se marcharon del país entre 1789 y el 10 de agosto de 1792.
Finalmente, los que emigraron más tarde (tras la masacre de las Tullerías y el principio del Terror) fueron aquellos que se oponían a la República pero que procedían de todo tipo de grupos sociales: artesanos, comerciantes y un gran número de campesinos cuyas opiniones ponían sus vidas en peligros. En su obra Memorias de ultratumba, François-René de Chateaubriand describía "este conjunto confuso de hombres adultos, ancianos bajaron sus palomares, "[...] viejos caballeros [...] con capa rasgada, [...] que se arrastran con un bastón y apoyados por el brazo de uno de sus hijos" cuando el estado mayor vivía en la opulencia.

### Las zonas de establecimiento de los emigrantes
Los diferentes lugares dependen especialmente de dónde provienen geográficamente los emigrantes, de ahí que sean muy variados:
- El Bajo Canadá (colonia británica).
- Inglaterra, donde el gobierno británico autoriza la apertura de capillas católicas en Londres debido al gran flujo de emigrantes franceses, especialmente en el sur del país (Southampton) y las islas anglonormandas de Jersey y Guernsey;
- Suiza, principalmente Neuchâtel, Friburgo, Berna y Basilea. Se cuentan 3700 franceses en el cantón de Friburgo en 1793, siendo dos tercios eclesiásticos;
- Alemania, en ciudades como Hamburgo, Colonia y la zona de Tréveris, fronteriza con Francia y donde reinaba el tío materno del rey y sus hermanos;
- España, hacia las entonces Provincias Vascongadas o Cataluña;
- la península itálica, como en Trieste, Palermo y Turín;
- colonias americanas, como el caso de Talleyrand.

### La política del gobierno republicano
Si en 1789 y 1790 era relativamente fácil de llevar, incluso con sus bienes, plata y oro, se hizo mucho más complicado a partir de 1791. Las autoridades revolucionarias se dieron cuenta de que se estaba llevando a cabo una fuga de capitales que podría ser nefasta para la economía nacional si continuaba. Además, los emigrantes se convirtieron en un peligro y formaron grandes reuniones en las fronteras del país. Amenazaron a los que no apoyaran sus negocios de confiscación de bienes e incluso la tortura. Antes de que este movimiento creciera día a día, Luis XVI se vio obligado a tomar medidas para detenerlo.
Se promulgaron leyes para restringir la movilización de posibles emigrantes, y el 31 de octubre de 1791, la Asamblea Legislativa, por un decreto, ordenó a los emigrantes su regreso antes del primero de enero de 1792 bajo amenaza de ser declarados rebeldes y privados de sus derechos.
Un segundo decreto, firmado el 1 de febrero de 1792, restauró el uso del pasaporte.
Los príncipes se negaron a obedecer, pero la Legislatura ordenó el 9 de febrero de 1792 el retorno de los emigrantes bajo pena de una condena a pagar una triple contribución, además de quedar declarados como traidores. Se ordenó a los funcionarios públicos, a la Guardia Nacional y a los soldados que arrestaran a todas las personas que intentaran salir del reino. Para evitarlo se cortó el grifo bancario, por lo que era imposible sacar dinero en efectivo, así como oro y plata, y hubo retenciones de armas, municiones, coches y caballos.
Se tomaron medidas especiales para todos aquellos "cómplices" de ayudar a los emigrantes, se ordenó la confiscación de sus bienes (30 de marzo de 1792), e incluso la pena de muerte para todos los emigrados pillados "llevando armas encima". De hecho, en la frontera se formó el Ejército de los emigrados, compuesto por realistas ansiosos de aprovechar la primera oportunidad que se les brindara para derrocar a la joven República. Sin embargo, el curso y tránsito de los emigrados era, de alguna manera, controlada por el Estado, que aprovechaba su salida para apropiarse de sus recursos y reconvertirlos en bienes nacionales.
En mitad de este proceso, la Asamblea Nacional Constituyente promulgó el 3 de septiembre de 1791 la Constitución francesa de 1791, la primera constitución escrita de la historia francesa, aprobada por Luis XVI.
Pocos emigrantes, sin embargo, volvieron a Francia, y continuaron su organización en la frontera. El Legislativo recurrió a duras medidas cuando advirtió de sospechas serias de conspiración contra los franceses más allá de las fronteras del país, llegando a dictar la pena de muerte contra los gobernantes y funcionarios públicos del Estado residentes fuera del reino, así como contra todo aquel que se alistara en el ejército realista.

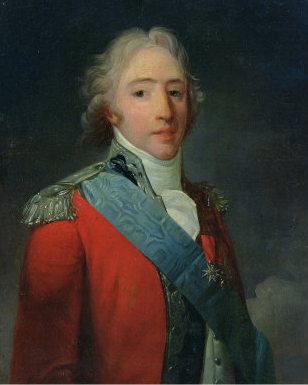
El futuro Carlos X de Francia, conde de Artois, uno de los protagonistas de la Emigración.

Los emigrantes se repartieron por casi todos los países de Europa. Aunque fue más especial en las zonas de Alemania, Austria, Rusia, Inglaterra, o en ciudades como Niza, Turín y Coblenza, así como en zonas al otro lado del Atlántico, en la región del Canadá. Sin embargo, con el apoyo de Prusia y Austria, pronto se levantaron un pequeño ejército, y para mediados de 1792, 4000 de ellos llegaron a Trier y se reunieron con los prusianos. Ese mismo año, los emigrantes asolaron las fronteras del noreste.
Durante la sesión del 20 de octubre, Pierre Victurnien Vergniaud explica delante de la Asamblea Nacional Constituyente el poco temor que deben inspirar "estos rebeldes tan ridículos como insolentes [cuyo] aumento de número no hace más que [...] acrecentar más rápidamente la penuria más absoluta". Afirma que: "Pronto veremos a estos maravillosos mendiants expiar en la vergüenza y la miseria los crímenes de su orgullo.» De todos modos, la Convención Nacional responda el 22 de octubre de 1792 a los emigrados vetándolos permanentemente del territorio de la República, condenándolos a muerte si regresan. Estos emigrados ya habían sido condenados a la misma pena de muerte (guillotina) por un decreto precedente. Otro decreto anula después las donaciones realizadas por ellos el 1 de julio de 1789 y una carta del Ministro del Interior provoca la demolición de sus castillos.
Después de la ejecución de Luis XVI, los emigrantes proclamaron en la ciudad alemana de Willengen al joven delfín Luis XVII, que estaba prisionero en la Torre del Temple, el rey de Francia y Navarra. La Convención determinó la gravedad de dicha situación, redoblando los esfuerzos para acabar con esta fuerza. En Francia fueron varios los detenidos a las pocas horas de lanzar la orden.
A pesar de estas medidas, los afines a la corona que no habían emigrado trabajaron para originar revueltas en los departamentos mientras que aquellos que se encontraban en el extranjero se esforzaban para desorganizar la armada francesa, participando en operaciones militares, en la Guerra de la Vendée, siendo vencidos en el desembarco de Quiberon el 20 de julio de 1795/2 de termidor del año III.
Cuando Robespierre cayó, muchos emigrantes regresaron con el objetivo de rehabilitar en el trono de Francia al hijo de Luis XVI. La desaparición del joven infante levantó efímeras esperanzas de que hubiera podido huir. Sin embargo, este episodio acabó quedando a un lado, pues en el país el objetivo de la restauración había quedado a un margen debido a las luchas entre los insurrectos contra la Convención, que acabó estallando en la Insurrección realista del 13 vendimiario del año IV.
Bajo el Directorio, algunos emigrados se encontraban entre los conspiradores del golpe de Estado del 18 de fructidor del año V. Tras una serie de resoluciones relativas a su expulsión y a su regreso, poco a poco se dan medidas cada vez más tolerantes, hasta que finalmente son amnistiados por el Primer Cónsul, Napoleón Bonaparte.

### Las tentativas contrarrevolucionarias
- Ejército de los emigrados: en el electorado de Tréveris, en Coblenza, los emigrantes levantaron sus tropas bajo el mando del príncipe de Condé con el apoyo del conde de Provenza, futuro Luis XVIII y hermano del rey Luis XVI. Estas manifestaciones armadas perturbaban la legislatura. El 29 de noviembre de 1791 se emite un decreto invitando al rey Luis XVI que pida a los príncipes alemanes que acojan a los inmigrantes, para dispersas la multitud y prohibir el reclutamiento para el ejército de los Príncipes. El 14 de diciembre de ese año, Luis XVI pone en conocimiento del electorado de Tréveris que si el 15 de enero de 1792 los emigrantes no se han dispersado, serán considerados enemigos de Francia. Reacios a que invadieran su territorio, prohibieron las reuniones militares y el reclutamiento del ejército de los príncipes en sus estados.
- La conspiración de Jean-Charles Pichegru: después de estar a la cabeza del ejército republicano, el general Jean-Charles Pichegru entró en contacto con los emigrantes a través de Louis-Borel Fauche. Sustituido el ejército, fue depuesto y deportado a Guyana después del descubrimiento de Golpe de Estado del 18 de fructidor del año V (4 de septiembre de 1797). Se escapó, se unió a los emigrados en Londres y estuvo implicado en la conspiración de Georges Cadoudal, entonces contrabando de vuelta a Francia. Tras fracasar el levantamiento realista contra Napoleón Bonaparte fue arrestado y enviado a prisión, donde fue encontrado muerto por estrangulación.
- La conspiración de Georges Cadoudal, en febrero de 1804. Anteriormente, se vio envuelto en el complot de Saint-Pierre, y huyó a Inglaterra de nuevo. Regresó a Francia en 1803 para llevar a cabo un nuevo atentado contra Napoleón Bonaparte. Aunque logró evitar que le arrestaran durante seis meses, finalmente fue detenido y posteriormente, le declararon culpable y condenado a muerte. Se negó a pedir perdón y fue guillotinado en París, junto a once de sus compañeros.

### Lista de emigrantes
En 1793, la Convención mandó anotar el nombre de los emigrantes divididos por comunas. Tras la batalla de Valmy se encontró un libro que indicaba los principales nombres de la armada de Condé. La Convención decretó que de este libro se extraerían los nombres de los emigrados y que esta lista sería impresa, guardada y enviada a todos los municipios.
En noviembre de 1792, el nombre de todos los emigrantes proscritos fueron incluidos en la lista. En esta época, se publica una en la que se refleja la identidad de aquellos que vivían en París. En febrero de 1795, los diputados, tras haber excluido a los ciudadanos que no habían rellenado los formularios requeridos por las leyes o no se habían inscrito en las listas, decretan que en adelante todas las inscripciones serían sometidas a un examen por parte del comité de legislación para ser confirmadas o desmentidas por éste.
El 25 de abril del mismo año, con objetivo de impedir la vuelta a Francia de numerosos emigrados, que conseguían obtener falsos certificados de residencia, la Asamblea decide que las decisiones tomadas por este comité serían impresas y que únicamente la Convención nacional tendría poder en este asunto.
La inscripción en esta lista, con un total de 32 000 nombres, equivalía a la pena de muerte.

### Leyes y decretos contra los emigrados

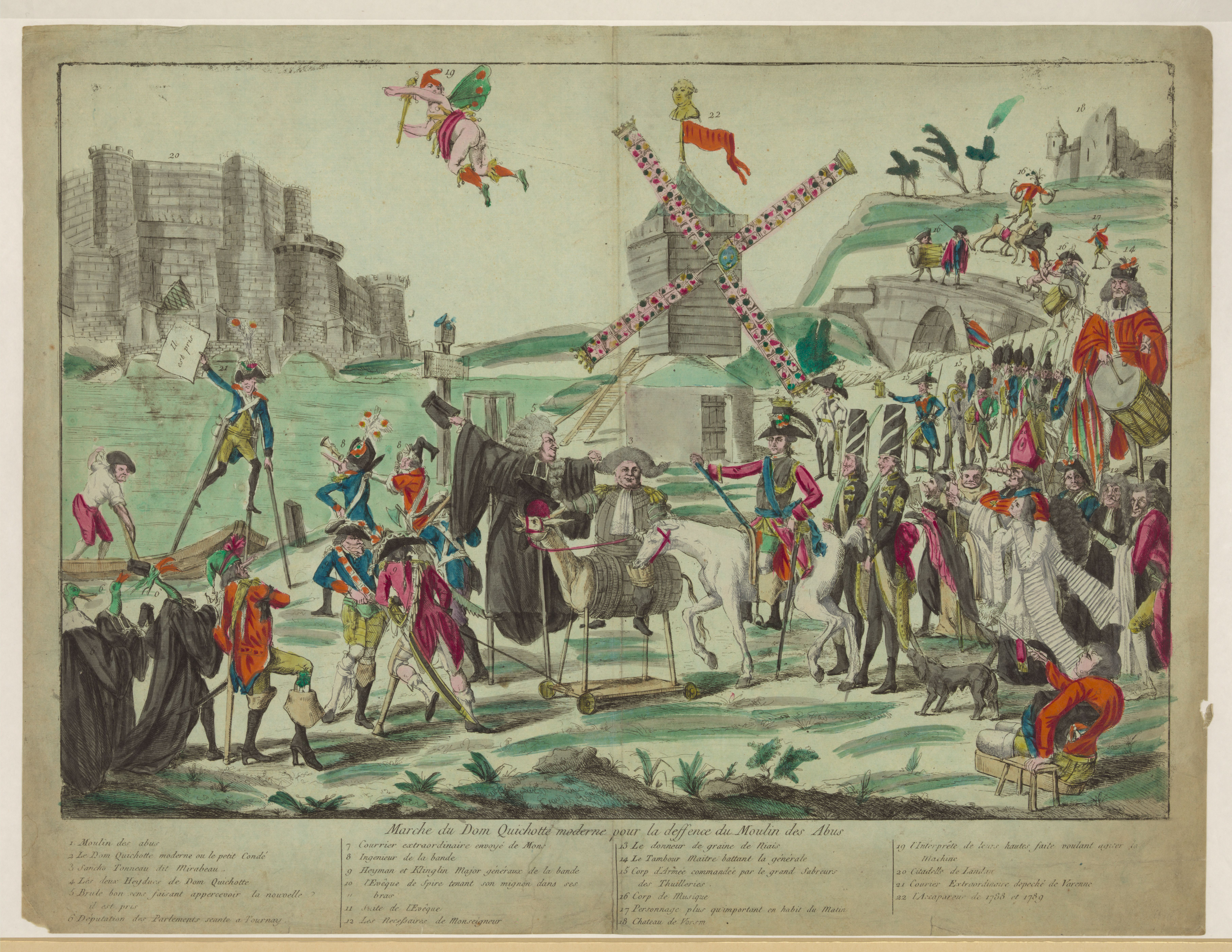
Marche du Don Quichotte moderne pour la défense du Moulin des Abus; caricatura anónima de 1791 que representa al Príncipe Condé como Don Quijote acompañado por André Boniface Louis Riquetti de Mirabeau como Sancho Panza, rodeados por un ejército de contrarrevolucionarios a la defensa del molino, coronado por un busto de Luis XVI.

Las acciones hostiles de los emigrantes llevaron pronto a los legisladores a tomar una serie de medidas más estrictas contra ellos. A pesar del arsenal de leyes y decretos que se realizaron en esta dirección, los emigrantes no cesaron, pues siguieron conspirando durante la época de la Revolución.
- 28 de junio de 1791: la salida de Francia sin pasaporte está prohibida;
- En el mismo año, se adopta una triple imposición sobre sus bienes;
- 9 de noviembre de 1791: decreto que declara el estado de conspiración contra la multitud de franceses que han huido del reino;
- 1 de enero de 1792: pena de muerte contra los emigrantes que no deseen deponer las armas.[3]
- 15 de agosto de 1792: en el momento en el que el ejército austriaco asaltaba Thionville, el Legislativo, convencido de que el plan y la época de este ataque ya se conocían en París secreta en la sesión de la tarde del miércoles 15 de agosto de 1792, que las mujeres y los hijos de los emigrantes, además que el propio Luis XVI, serían considerados como rehenes;
- 12 de septiembre de 1792: decreto sobre el estado de las rentas y las pensiones;
- 13 de septiembre de 1792: decreto sobre el secuestro de bienes relacionado con la ley del 8 de abril de 1792;
- 14 de septiembre de 1792: ley sobre el divorcio. La emigración se considera como una causa de divorcio;
- 7 de octubre de 1792: los emigrados son llevados a ejecutar veinticuatro horas después de su juicio;
- 23 de septiembre1792: los emigrados son expulsados a perpetuidad del territorio de la República y aquellos que vuelven son castigados con la muerte;
- 28 de marzo de 1793: ley relacionada con la deportación de los emigrados.
- 22 de julio de 1793: los ciudadanos de las ciudades rebeldes son considerados como emigrados y se confiscan sus bienes;
- 5 de marzo de 1794: decreto en el que se considera como emigrados a las personas que les envían dinero;

Bajo el Terror, una serie de decretos ordena el secuestro de los bienes de los emigrados, incluidos aquellos de sus padres. Éstos eran privados de libertad, marcados con imposiciones especiales y declarados incapaces de ejercer las funciones públicas. El Directorio continuó con estas mismas exigencias.

### Bienes de los emigrados

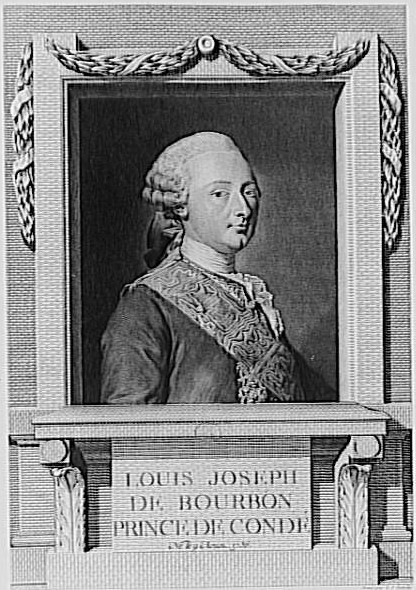
Luis José de Borbón-Condé, jefe del Ejército de los emigrados.

Algunos refugiados en el extranjero se negaban a obedecer el decreto de 1791 que les ordenaba volver a Francia antes del 1 de enero de 1792 bajo pena de muerte y retirada de sus bienes, por lo que muchos de ellos decidieron añadirse a propiedades eclesiásticas y a aquellas de dominio real ya pertenecientes a los bienes nacionales.
Numerosos decretos aparecieron de forma sucesiva durante los años siguientes, todos relativos a la venta de estos bienes, a su nacionalización, a la rapidez de su venta y al depósito de los fondos y títulos pertenecientes a los emigrados. Los bienes muebles e inmuebles también pasaron a ser propiedad de la República. Se otorgaron recompensas a aquellos que informaban de los bienes de emigrados que habían escapado, así como aquellos que descubrían dinero o bienes de valor escondidos. En 1793, la Convención decretó que aquellos que se negasen a nacionalizar los bienes de emigrados serían castigados a diez años de cárcel.
El 25 de abril de 1802 (6 floreal del año X), Bonaparte declareó neitan los emigrados podían regresar en posesión de los bienes que todavía pertenecían a la nación, a excepción de bosques e inmuebles pertenecientes al servicio público. En cuanto aquellos que ya habían sido adquiridos por nuevos propietarios, éstos seguirían siendo de propiedad de los nuevos dueños.

### LeJournal des émigrés
Este periódico facilitó en sus páginas un listado con todos los nombres de los emigrantes, ubicados por departamento, y añadiendo su hogar, situación y renta familiar, así como la universalidad de sus bienes, cuya venta fue ordenada en un decreto por la Convención. De efímera existencia, desapareció en 1793.

## Consulado y Primer Imperio (1799-1814)

### El Concordato y la vuelta de los pastores
El 15 de julio de 1801 (25 mesidor del año IXIX) se firma el Concordato entre el gobierno francés y el papa Pío VII, que vuelve a poner en causa la Constitución civil del clero en 1790. En efecto, en 1790, los eclesiásticos franceses habían debido jurar fidelidad a la Constitución, lo que les convertía en una especie de funcionarios. El Concordato anula este acto de 1790. El gobierno reconocía así que la religión católica, apostólica y romana era la religión de la gran mayoría de ciudadanos franceses (lo que constituye el comienzo de la desaparición progresiva de la iglesia galicana en Francia) y el papado vuelve a ser la fuente de la institución canónica ya que vuelve a nombrar a los obispos. En este contexto, los religiosos que habían emigrado o se refugiaban en el extranjero firman las actas de sumisión, aceptando la nueva organización de la Iglesia de Francia.
El obispo de Pamiers Joseph-Mathieu d'Agoult en 1786, posteriormente presidente de los Estados de Foix, había emigrado al comienzo de la revolución. Además de por sus numerosos panfletos políticos, también era conocido por sus estudios económicos. En una carta del 5 de agosto de 1802, comunica su sumisión al consulado de Francia en Hamburgo: "Charles, Constant, César, Loup, Joseph, Mathieu d'Agoult, antiguo obispo de Pamiers, deseando volver a mi patria, declaro que estoy en comunión con los obispos de Francia nombrado en ejecución del concordato entre el gobierno francés y su Santidad Pío VII y que seré fiel al gobierno establecido por la Constitución y no establecer, ni directa ni indirectamente ninguna relación ni correspondencia con los enemigos del Estado".

### El retorno de los emigrados
Bajo el Consulado, la vuelta de los emigrados a Francia se acelera. Napoleón Bonaparte tiene como objetivo poner un fin a las divisiones nacidas durante la Revolución.
El establecimiento de certificados de residencia había favorizado una primera ola de retornos: estos certificados debían permitir distinguir a los emigrados de los aparentes emigrados. Debían ser verificados por testigos y por autoridades municipales cuya veracidad se autentificaba.
Durante el régimen consulario, numerosas medidas de pacificación regulaban estas vueltas. Los emigrados, a cambio, debían jurar fidelidad durante los veinte días posteriores a estas medidas bajo la fórmula "Prometo fidelidad a la Constitución". El Senado acuerda la amnistía general a los emigrados.

## La Restauración
El Primer Imperio cae el 6 de abril de 1814. Desde este momento, los emigrados vuelven tras decenios de ausencia, al mismo tiempo que regresa el poder de los Borbones: Luis XVIII, emigrado a Londres, sube al trono de Francia. Algunos vuelven, pero no todos: una parte de los emigrados se queda en el país donde habían decidido establecer sus domicilios, sin olvidar a los emigrados muertos en el exilio. Esta primera Restauración es breve y sólo dura unos meses, antes del retorno de Napoleón durante los Cien Días. Una vez más, Luis XVIII y una parte de la corte debe exiliarse. Finalment, Yo en el verano de 1815, comienza la segunda Restauración y el retorno definitivo de los emigrados.
Los emigrados exigen la restitución de sus bienes, confiscados durante la Revolución. Luis XVIII se niega pero desde el comienzo de su reinado, Carlos X de Francia regula la cuestión de los Bienes nacionales en 1825, que prevé una suma ligeramente inferior a los mil francos que debe ser repartida entre cincuenta mil nobles en un periodo de cinco años. Esta decisión provoca la indignación de la población.